# TNA No Surrender
No Surrender foi um evento pay-per-view produzido pela Total Nonstop Action Wrestling. Sua primeira edição ocorreu em 2005 no mês julho. A partir da segunda edição todas ocorreram em setembro. Teve sua última edição realizada em 2012. Em 2013 o No Surrender voltou como uma edição especial do Impact Wrestling.

## Edições
| #                               | Edições                        | Data                   | Cidade                  | Arena                 | Evento principal | Ref.   |
| ------------------------------- | ------------------------------ | ---------------------- | ----------------------- | --------------------- | --- | ------ |
| 1                               | No Surrender (2005)            | 17 de julho de 2005    | Orlando, Florida        | Impact! Zone          | Raven (c) vs. Abyss em um Dog Collar match pelo NWA World Heavyweight Championship.                                                     | [ 2 ]  |
| 2                               | No Surrender (2006)            | 24 de setembro de 2006 | Orlando, Florida        | Impact! Zone          | Samoa Joe vs. Jeff Jarrett em um "Fan's Revenge" Lumberjack match                                                                       | [ 3 ]  |
| 3                               | No Surrender (2007)            | 9 de setembro de 2007  | Orlando, Florida        | Impact! Zone          | Kurt Angle (c) vs. Abyss pelo TNA World Heavyweight Championship                                                                        | [ 4 ]  |
| 4                               | No Surrender (2008)            | 14 de setembro de 2008 | Oshawa, Ontario, Canada | General Motors Centre | Samoa Joe (c) vs. Kurt Angle vs. Christian Cage em um Three Ways to Glory match pelo TNA World Heavyweight Championship.                | [ 5 ]  |
| 5                               | No Surrender (2009)            | 20 de setembro de 2009 | Orlando, Florida        | Impact! Zone          | Kurt Angle (c) vs. Matt Morgan vs. A.J. Styles vs. Sting vs. Hernandez em um Five-Way match for the TNA World Heavyweight Championship. | [ 6 ]  |
| 6                               | No Surrender (2010)            | 5 de setembro de 2010  | Orlando, Florida        | Impact! Zone          | Mr. Anderson vs. D'Angelo Dinero pela Semi-final do torneio pelo vago TNA World Heavyweight Championship.                               | [ 7 ]  |
| 7                               | No Surrender (2011)            | 11 de setembro de 2011 | Orlando, Florida        | Impact Wrestling Zone | Kurt Angle (c) vs. Sting vs. Mr. Andersom pelo TNA World Heavyweight Championship.                                                      | [ 8 ]  |
| 8                               | No Surrender (2012)            | 9 de setembro de 2012  | Orlando, Florida        | Impact Wrestling Zone | Jeff Hardy vs. Bully Ray pelas finais do Bound for Glory Series 2012.                                                                   | [ 9 ]  |
| 9                               | Impact Wrestling: No Surrender | 12 de setembro de 2013 | St. Louis, Missouri     | Chaifetz Arena        | A.J. Styles vs. Magnus pelas finais do Bound for Glory Series 2013.                                                                     | [ 10 ] |
| (c) - Campeão(s) antes da luta. |                                |                        |                         |                       | |        |

## 2005
No Surrender (2005) foi um evento pay-per-view realizado pela Total Nonstop Action Wrestling, ocorreu no dia 17 de julho de 2005 no Impact! Zone em Orlando, Florida. Esta foi a primeira edição da cronologia do No Surrender.
| #                               | Resultados | Estipulação                                              | Tempo |
| ------------------------------- | --- | -------------------------------------------------------- | ----- |
| Dark                            | Shocker derrotou Jerrelle Clark                                                                                                  | Singles match                                            | 04:16 |
| 1                               | America's Most Wanted (Chris Harris e James Storm) derrotaram Michael Shane e Alex Shelley (com Traci)                           | Tag team match                                           | 11:47 |
| 2                               | Sonjay Dutt derrotou Shark Boy, Elix Skipper e Mikey Batts                                                                       | Four-Way match pela Super X Cup Qualifier                | 08:16 |
| 3                               | Apolo e Sonny Siaki derrotaram The Diamonds in the Rough (Simon Diamond e David Young)                                           | Tag team match                                           | 05:43 |
| 4                               | Samoa Joe derrotou Chris Sabin                                                                                                   | Singles match                                            | 14:04 |
| 5                               | Team Canadá (Bobby Roode, Eric Young e A-1) derrotaram Lance Hoyt e The Naturals (Chase Stevens e Andy Douglas) (com Jimmy Hart) | Six-Man Tag team match                                   | 14:40 |
| 6                               | Monty Brown e Kip James derrotaram 3Live Kru (Ron Killings e Konnan)                                                             | Street Fight                                             | 05:25 |
| 7                               | A.J. Styles derrotou Sean Waltman (com Jerry Lynn como árbitro especial)                                                         | Singles match                                            | 14:34 |
| 8                               | Christopher Daniels (c) derrotou Petey Williams (com A-1)                                                                        | Singles match pelo TNA X Division Championship           | 16:20 |
| 9                               | Raven (c) derrotou Abyss (com James Mitchell)                                                                                    | Dog Collar match pelo NWA World Heavyweight Championship | 19:01 |
| (c) - Campeão(s) antes da luta. | |                                                          |       |

## 2006
No Surrender (2006) foi um evento pay-per-view realizado pela Total Nonstop Action Wrestling, ocorreu no dia 24 de setembro de 2006 no Impact! Zone em Orlando, Florida. Esta foi a segunda edição da cronologia do No Surrender.
| #                               | Resultados | Estipulação                                                                                                | Tempo |
| ------------------------------- | --- | --- | ----- |
| Dark                            | Bobby Roode derrotou Vaughn Doring                                                                               | Singles match                                                                                              | 04:28 |
| 1                               | Eric Young derrotou A-1                                                                                          | Singles match                                                                                              | 06:14 |
| 2                               | Jay Lethal derrotou Petey Williams                                                                               | Singles match                                                                                              | 07:24 |
| 3                               | Abyss (com James Mitchell) derrotou Raven e Brother Runt                                                         | No Disqualification 3-Way Dance                                                                            | 11:34 |
| 4                               | The Naturals (Chase Stevens e Andy Douglas) (com Shane Douglas) venceram uma Battle Royal.1                      | Triple Chance Tag Team Battle Royal para definir os desafiantes nº um pelo NWA World Tag Team Championship | 14:05 |
| 5                               | Senshi (c) derrotou Chris Sabin                                                                                  | Single match pelo TNA X Division Championship                                                              | 16:57 |
| 6                               | Christian Cage derrotou Rhino                                                                                    | Singles match                                                                                              | 16:26 |
| 7                               | A.J. Styles e Christopher Daniels derrotaram The Latin American Exchange (Homicide e Hernandez) (c) (com Konnan) | Ultimate X match pelo NWA World Tag Team Championship                                                      | 15:29 |
| 8                               | Samoa Joe derrotou Jeff Jarrett                                                                                  | "Fan's Revenge" Lumberjack match                                                                           | 11:03 |
| (c) - Campeão(s) antes da luta. | | |       |

- 1Outras duplas: The James Gang (B.G. James e Kip James), America's Most Wanted (Chris Harris e James Storm) (com Gail Kim), The Paparazzis (Alex Shelley e Johnny Devine), The Diamonds in the Rough (David Young e Elix Skipper) (com Simon Diamond), Maverick Matt & Kazarian, Ron Killings & Lance Hoyt e Shark Boy & Norman Smiley

## 2007
No Surrender (2007) foi um evento pay-per-view realizado pela Total Nonstop Action Wrestling, ocorreu no dia 9 de setembro de 2007 no Impact! Zone em Orlando, Florida. Esta foi a terceira edição da cronologia do No Surrender.
| #                               | Resultados                                                                | Estipulação                                                                                     | Tempo |
| ------------------------------- | ------------------------------------------------------------------------- | ----------------------------------------------------------------------------------------------- | ----- |
| 1                               | Team Pacman (Adam Jones e Ron Killings) derrotaram Kurt Angle e Sting (c) | Tag team match pelo TNA World Tag Team Championship                                             | 05:32 |
| 2                               | Rhino derrotou James Storm (com Jackie Moore)                             | Singles match                                                                                   | 09:23 |
| 3                               | Bobby Roode (com Ms. Brooks) derrotou Kaz                                 | Singles match                                                                                   | 13:47 |
| 4                               | Jay Lethal derrotou Kurt Angle (c)                                        | Singles match pelo TNA X Division Championship                                                  | 12:18 |
| 5                               | Chris Harris derrotou Black Reign                                         | No Disqualification match                                                                       | 05:14 |
| 6                               | A.J. Styles e Tomko venceram uma 10-Team Gauntlet.2                       | 10-Team Gauntlet match valendo uma luta pelo TNA World Tag Team Championship no Bound for Glory | 25:38 |
| 7                               | Christian Cage derrotou Samoa Joe por desqualificação.                    | Singles match                                                                                   | 14:59 |
| 8                               | Kurt Angle (c) derrotou Abyss                                             | Singles match pelo TNA World Heavyweight Championship                                           | 19:24 |
| (c) - Campeão(s) antes da luta. |                                                                           |                                                                                                 |       |

2Outras duplas: The Voodoo Kin Mafia (B.G. James e Kip James), The Latin American Exchange (Homicide e Hernandez), Team 3D (Brother Ray e Brother Devon), The Motor City Machine Guns (Chris Sabin e Alex Shelley), Triple X (Christopher Daniels e Elix Skipper), Sonjay Dutt & Petey Williams, Serotonin (Raven e Havok), Eric Young & Shark Boy e Lance Hoyt & Jimmy Rave.

## 2008
No Surrender (2008) foi um evento pay-per-view realizado pela Total Nonstop Action Wrestling, ocorreu no dia 14 de setembro de 2008 no General Motors Centre, em Oshawa, Ontario, Canadá. Esta foi a quarta edição da cronologia do No Surrender. No evento principal Samoa Joe derrotou Kurt Angle e Christian Cage para manter o TNA World Heavyweight Championship.
| #                               | Resultados | Estipulação                                                       | Tempo |
| ------------------------------- | --- | ----------------------------------------------------------------- | ----- |
| 1                               | Prince Justice Brotherhood (Super Eric, Shark Boy e Curry Man) derrotaram The Rock N' Rave Infection (Lance Rock, Jimmy Rave e Christy Hemme) | Six Person Intergender Tag Team match                             | 07:35 |
| 2                               | Awesome Kong (com Raisha Saeed) derrotou ODB                                                                                                  | Falls Count Anywhere match                                        | 10:23 |
| 3                               | Abyss e Matt Morgan derrotaram Team 3D (Brother Ray e Brother Devon)                                                                          | Tag Team match                                                    | 11:33 |
| 4                               | Sheik Abdul Bashir derrotou Petey Williams (c) (com Rhaka Khan) e Consequences Creed                                                          | 3-Way Dance pelo TNA X Division Championship                      | 08:15 |
| 5                               | Taylor Wilde (c) (com Rhino) derrotou Angelina Love (com Velvet Sky e Cute Kip)                                                               | Singles match pelo TNA Knockout Women's Championship              | 06:22 |
| 6                               | Sonjay Dutt derrotou Jay Lethal | Ladder of Love match                                              | 13:19 |
| 7                               | Beer Money, Inc. (James Storm e Robert Roode) (c) derrotaram The Latin American Xchange (Homicide e Hernandez)                                | Tag team match pelo TNA World Tag Team Championship               | 08:42 |
| 8                               | A.J. Styles vs. Frank Trigg acabou sem vencedor.                                                                                              | Mixed Martial Arts match                                          | N/A   |
| 9                               | Samoa Joe (c) derrotou Kurt Angle e Christian Cage                                                                                            | Three Ways to Glory match pelo TNA World Heavyweight Championship | 15:27 |
| (c) - Campeão(s) antes da luta. | |                                                                   |       |

- Nota: Booker T devido ao furacão Ike ficou impedido de viajar ao Canadá e não pode participar da luta pelo TNA World Heavyweight Championship.[5]